# Plagithmysus simplicicollis
Plagithmysus simplicicollis là một loài bọ cánh cứng trong họ Cerambycidae.